# The Captive King
The Captive King (česky: Zajatý král) je skica Josepha Wrighta z Derby dokončená roku 1772 nebo 1773. Zobrazuje urozeného francouzského pána Guye de Lusignana, drženého v zajetí Saladinem. Podle odborníků je náčrt přípravou pro nyní ztracenou malbu Guy de Lusignan ve vězení. V současnosti se skica nachází v Muzeu a umělecké galerii města Derby.

## Popis
Skica pojmenovaná Zajatý král zobrazuje urozeného francouzského pána ve vězení. De Lusignan, který byl po svatbě se Sibylou jeruzalémským králem, bojoval se Saladinem 4. července 1187 a po porážce byl zajat a uvězněn. Říká se, že během bitvy zmizely také pozůstatky Svatého Kříže. De Lusignan byl nakonec propuštěn a odešel vládnout na Kypr. Wrightova skica obsahuje anotace od jeho přítele Petera Pereza Burdetta. Burdett Wrighta učil perspektivu a také s ním konzultoval jeho obrazy.

## Historie
Skica byla jedna z minimálně tří, které Wright vytvořil před začátkem práce na dvou podobných malbách zajatého křižáka. V zimě 1772–73 byly skici zaslány Burdettovi do Liverpoolu, aby je okomentoval, než Wright vytvoří zmenšeniny maleb a roku 1773 je, spolu s obrazem The Blacksmith's Shop (Kovárna), vystaví ve Společnosti umělců. Joseph Wright doufal, že prodá zmenšenou verzi Zajatého krále markraběti Karlu Fridrichovi. Větší verze obrazu byla ve vlastnictví Wrightova zetě, než ji roku 1810 prodal. Poslední zmínka o této malbě pochází z Nicolsonovy knihy o Wrightově díle. Joseph Wright později vytvořil další obrazy na téma muž ve vězení. Posledním z nich byl Sterne's Captive.